# Даніель Рамірес
Даніель Рамірес (21 грудня 1992) — мексиканський плавець.
Призер Панамериканських ігор 2019 року.